# خوسه دانیل بالنسیا
خوسه دانیل بالنسیا (انگلیسی: José Daniel Valencia؛ زادهٔ ۳ اکتبر ۱۹۵۵) یک بازیکن فوتبال اهل آرژانتین است.
از باشگاه‌هایی که در آن بازی کرده‌است می‌توان به باشگاه فوتبال ال‌دی‌یو کیتو و روساریو سنترال اشاره کرد.
وی همچنین در تیم ملی فوتبال آرژانتین بازی کرده‌است.